# Diaochie
Království Diaochie (gruzínsky: დიაოხის სამეფო, diaochis samepo; česky doslova „Země synů Dia“) bylo starověké království, jež se rozkládalo v západní části dnešní Gruzie a severovýchodního Turecka. Jednalo se pravděpodobně o rozsáhlý kmenový svaz, který zřídili starověcí Gruzínci.

## Původ a historie
Diaochie vznikla kolem 12. století př. n. l. po rozpadu říše Chetitů a zaplnila mocenské vakuum v oblasti. Její existence je doložena v písemnostech sousední říše Urartu a zmíněna byla i v asyrských tabulkách z roku 1118 př. n. l., kdy vládl asyrský král Tiglatpilesar I. Přesné umístění Diaochie je však neznámé, ale všeobecně se má za to, že se nacházela na hranicích dnešní Gruzie a Turecka u pobřeží Černého moře.
Jednalo se pravděpodobně o federaci několika kmenů, jež však byla dostatečně mocná, aby dokázala odolat nájezdům Asyřanů. Přesto však byl jediný známý diaochský král té doby Sien poražen v bitvě a uvězněn asyrským králem Tiglatpilesarem I. Svou nezávislost království uhájilo až do doby asyrského krále Salmanassara III., kterému se musel vládce Diaochie Asia v roce 845 př. n. l. podvolit a stát se jeho vazalem.
Na počátku 8. století př. n. l. zažilo sousední království Urartu rozkvět a králové Menua (vládl 810–785 př. n. l.) a Argišti I. (785–763 př. n. l.) vedli četné války s posledním diaochejským králem Utupuršim a anektovali rozsáhlá území na jihu země. Kromě této územní ztráty musel Utupurši platit urartuským Arménům pravidelný tribut ve formě mědi, stříbra a zlata, čímž hospodářství značně upadalo. Zanedlouho království Diaochie padlo, když ze severu náhle zaútočila a využila situace Kolchida, která tak rozšířila své území na jižní část černomořského pobřeží. Pravděpodobně se to stalo ještě v 60. letech 8. století př. n. l., jelikož neexistují žádné písemnosti, které by dosvědčovaly existenci Diaochie v pozdější době.

## Města
Dle údajů dostupných z urartuských písemností měla Diaochie tři nejdůležitější města:
- Zua
- Utu
- Sasilu

Zua je častokrát ztotožňována se Zivin Kale, Utu je pravděpodobně dnešní východoturecké městečko Oltu a za Sasilu je považováno městečko Tortum.

## Seznam známých králů Diaochie
- Sien z Diaochie (1120–1100 př. n. l.)
- Asia z Diaochie (850–825 př. n. l.)
- Utupurši z Diaochie (810–770 př. n. l.)